# 托比亚斯·施特罗布尔
托比亚斯·施特罗布尔（德語：Tobias Strobl；1990年5月12日—）是一位德國足球運動員，場上司职后卫和中場。